# Conisania albina
Conisania albina là một loài bướm đêm trong họ Noctuidae.